# Império do Espírito Santo dos Inocentes da Guarita

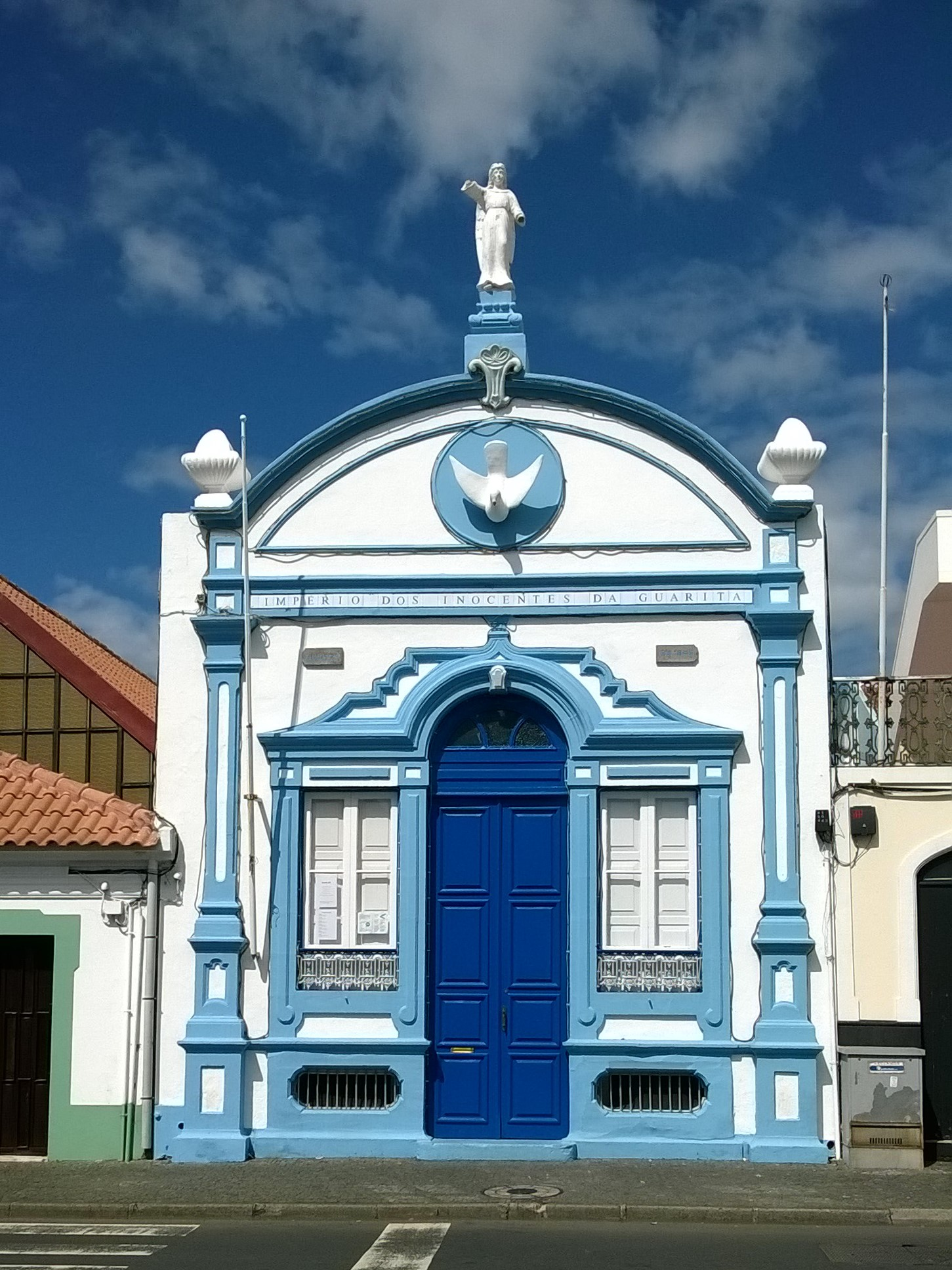
Império do Espírito Santo dos Inocentes da Guarita, Angra do Heroísmo.

O Império do Espírito Santo dos Inocentes da Guarita localiza-se na freguesia de Nossa Senhora da Conceição, concelho de Angra do Heroísmo, Ilha Terceira, Região Autónoma dos Açores, em Portugal.
Este Império do Espírito Santo foi criado em 1901.